# TAM VCA
Pháo tự hành TAM VCA được chế tạo nhờ vào kết quả hợp tác nghiên cứu của TAMS (Công ty xe tăng hạng trung nhà nước Argentine), và Combat Vehicle Tyre Management Centre (VCCDT) nhằm tạo ra một hệ thống pháo hiện đại. TAM VCA sử dụng khung từ dự án xe tăng hạng trung của Argentina TAP (Tanque Argentino Pesado), nặng 40 tấn có 7 bánh xe và một tháp pháp 155-mm "Palmaria" có nguồn gốc từ Italia. Nó có một thiết bị liên lạc SEM 180 và 193, cho phép liên lạc giọng nói trong và ngoài xe, nhưng đồng thời cũng sử dụng hệ thống kỹ thuật số. 17 chiếc như vậy đã được chế tạo.
Loại này cũng được trang bị hệ thống tương tác trong chiến đấu mang tên "TRUENO", vốn cho phép tự động bắn hoả lực trực tiếp một cách tự động.

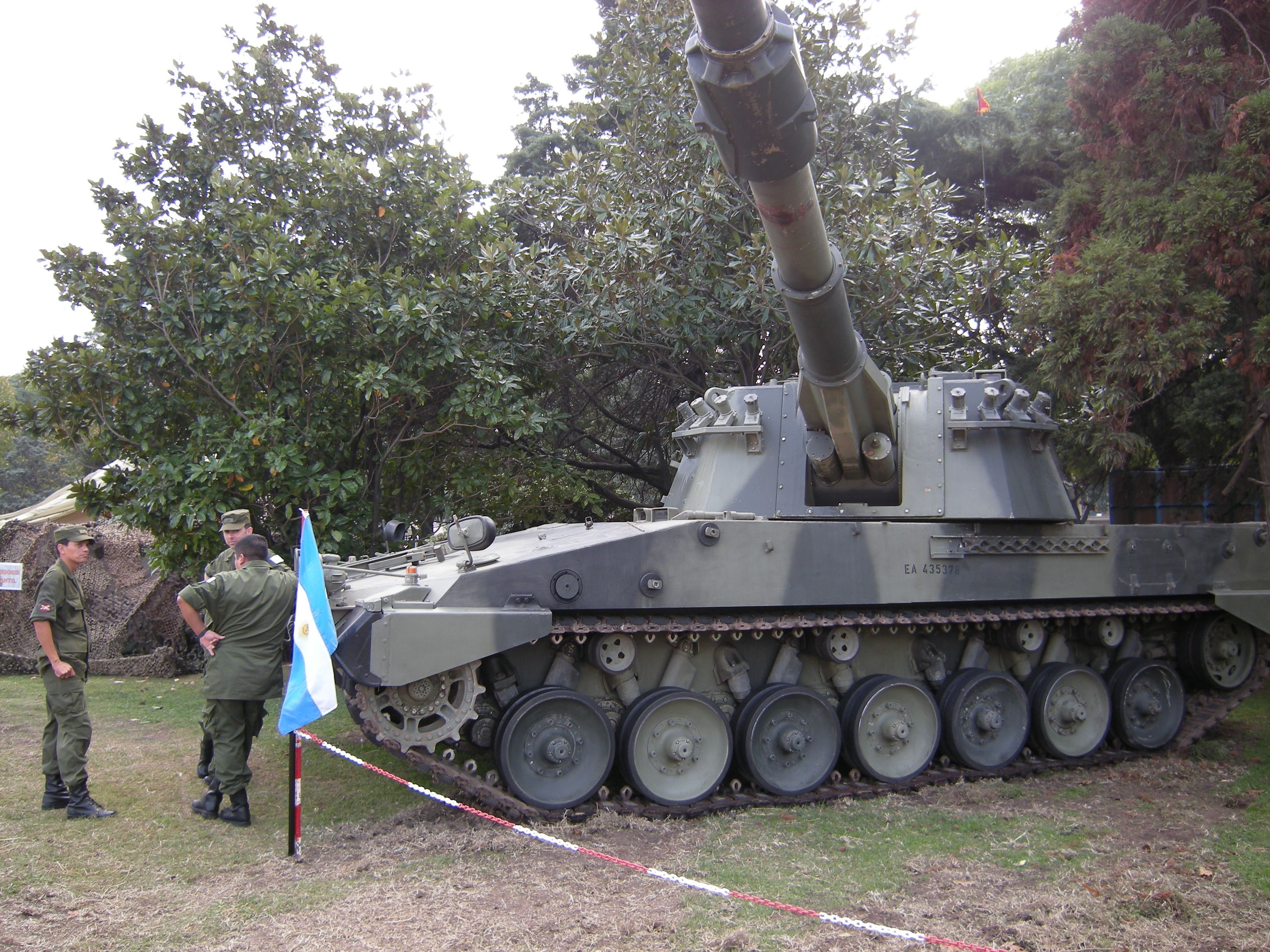
Một xe pháo tự hành VCA Palmaria 155mm, trong triển lãm của Lục quân Argentina vào tháng 5 năm 2008.